# Климентьева, Таисия Петровна
Таисия Петровна Климентьева (28 марта 1930 — 17 декабря 2023) — советская колхозница, свинарка колхоза «Россия» Игринского района Удмуртской АССР. Герой Социалистического Труда.

## Биография
Родилась 28 марта 1930 года в деревне Кузьмовыр ныне Игринского района (Удмуртская Республика) в крестьянской семье. Удмуртка.
Крестьянскую работу выполняла с 11 лет. С началом Великой Отечественной войны отец ушёл на фронт. Таисия осталась с матерью старшей из шести детей. Пасла скот, боронила, пахала, 5 зим работала на лесозаготовках.
В 1945 году окончила Лонки-Ворцинскую неполную среднюю школу в Игринском районе. В 1945—1952 годах работала рядовой колхозницей в колхозе «Вперед». Член КПСС.
С мая 1952 года до окончания своей трудовой деятельности работала свинаркой в колхозе «Россия». В первый год своей работы на Кузьмовырской свиноферме Т. П. Климентьева получила по 8 поросят от каждой свиноматки, в следующий год — по 12. В 1958 году она получила уже по 18 поросят. Это был один из лучших результатов в Игринском районе. Не имея зоотехнического образования, она научилась получать ежегодно более 20 поросят. Неоднократно она занимала призовые места в социалистическом соревновании в колхозе и в районе.
Указом Президиума Верховного Совета СССР от 8 апреля 1971 года за выдающиеся успехи, достигнутые в развитии сельскохозяйственного производства и выполнении пятилетнего плана по продаже государству продуктов земледелия и животноводства Климентьевой Таисии Петровне присвоено звание Героя Социалистического Труда с вручением ордена Ленина и золотой медали «Серп и Молот».
В последующие годы трудилась столь же напряженно и плодотворно. Девятую пятилетку (1971—1975) она выполнила за 4 года. В 10-й пятилетке (1976—1980) получила по 25—26 поросят на основную свиноматку. В 11-й пятилетке (1981—1985) получила 2948 поросят при плане 2620.
Дважды её достижения экспонировались на ВДНХ СССР и были отмечены серебряной медалью (1964).
Т. П. Климентьева активно участвовала в общественной жизни. Избиралась делегатом 24-го съезда КПСС (1971), депутатом Верховного Совета РСФСР (1967), УАССР (1963), членом бюро райкома КПСС и депутатом районного Совета.
С 1985 года — на пенсии, но до 1988 года продолжала трудиться на ферме свинаркой.
Таисия Петровна активно участвовала в общественной жизни не только района, но и республики: избиралась делегатом 24-го съезда КПСС, депутатом Верховного Совета РСФСР, депутатом УАССР, членом бюро Игринского райкома КПСС и депутатом районного Совета.
Жила в Игринском районе. Скончалась 17 декабря 2023 года на 94-м году жизни.

## Награды
- Золотая медаль «Серп и Молот» (08.04.1971);
- орден Ленина (06.06.1952)
- орден Ленина (08.04.1971)
- орден Октябрьской Революции (10.03.1976)
- орден Дружбы народов (13.03.1981)

- Медаль «В ознаменование 100-летия со дня рождения Владимира Ильича Ленина» (1970)
- Медаль «За трудовую доблесть» (29.04.1954)
- Медаль ВДНХ СССР
- Другие медали
- Отмечена знаками победителя социалистического соревнования и ударника 9-й и 10-й пятилеток, дипломами и почётными грамотами.